# Tryumfy Króla Niebieskiego

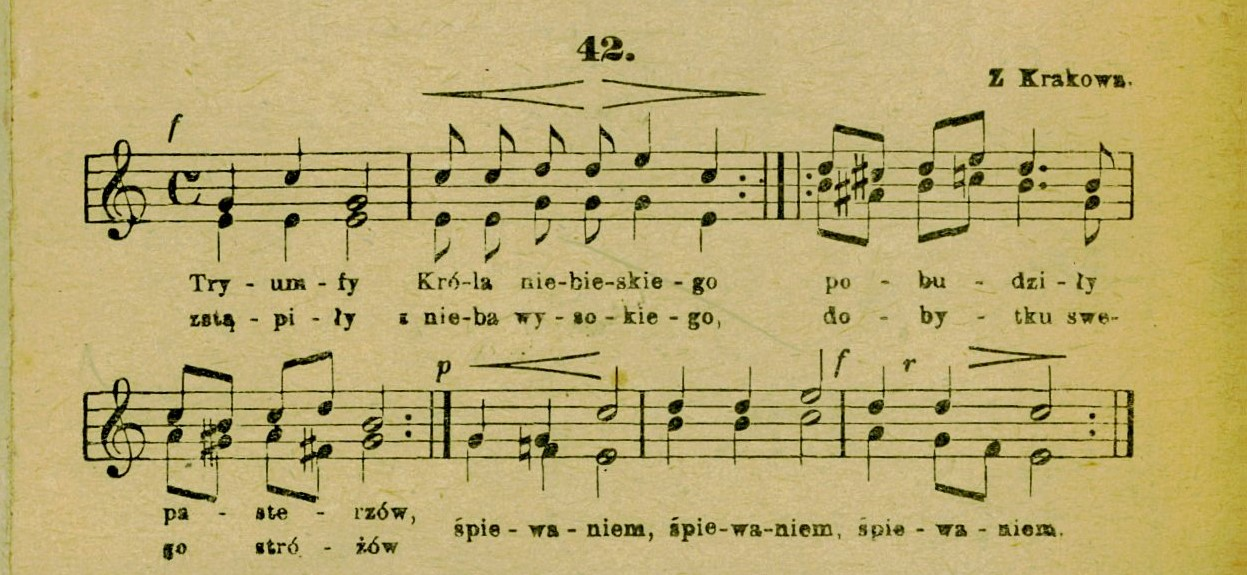
Dwugłosowa melodia ze Śpiewniczka Siedleckiego

Tryumfy Króla Niebieskiego – kolęda polska powstała w połowie XVIII wieku. Najstarszy zapis tekstu i melodii został sporządzony przez Annę Kiernicką ze Zgromadzenia Sióstr Benedyktynek i znajduje się w kancjonale pochodzącym z 1754. Tekst kolędy zamieścił ks. Michał Marcin Mioduszewski w Śpiewniku kościelnym w 1853, natomiast zapis melodii znajduje się w Śpiewniczku zawierającym pieśni kościelne autorstwa ks. Jana Siedleckiego wydanym w Krakowie w 1879.